# 예수천당
"예수천당"은 1991년에 개봉한 대한민국의 영화이다.

## 캐스팅
- 이영후 : 최봉석 / 최권능 목사 역
- 서창숙 : 월향 역
- 신신범 : 박 서방 역
- 박규식 : 방 목사 역
- 안진수 : 조 목사 역
- 신동욱 : 강 목사 역
- 맹찬제 : 성군 역
- 도완석 : 한교수 역
- 추봉 : 백유계 역
- 남정희 : 부인 역
- 박재옥 : 다나까 역
- 조영이 : 다나까부인 역
- 김경란 : 무당 역
- 유경애 : 성도 1 역
- 송행진 : 성도 2 역
- 강희 : 동수엄마 역
- 정영국 : 교수 1 역
- 이영길 : 교수 2 역
- 서영석 : 변씨 역
- 박장순 : 구씨 역
- 김덕영 : 청년 1 역
- 최종술 : 청년 2 역
- 이재영 : 청년 3 역
- 오도규 : 술장수 1 역
- 장춘언 : 술장수 2 역
- 장철 : 술장수 3 역
- 최재호 : 일본형사 역
- 박용팔 : 조선형사 역
- 최근제 : 교통순경 역
- 김학성 : 순사 역
- 조성준 : 마을청년 1 역
- 문병권 : 마을청년 2 역
- 박예숙 : 곽노인부인 역
- 윤일주 : 고을노인 역
- 박용호 : 형사 역
- 신경환 : 화전민 1 역
- 전승렬 : 화전민 2 역
- 장영기 : 화전민 3 역
- 홍석연 : 곽노인 아들 역
- 강미혜 : 곽노인 딸  역
- 김진영 : 노방전도사 1 역
- 노태환 : 노방전도사 2 역
- 김홍수 : 노방전도사 3 역
- 신정근 : 노방전도사 4 역